# 神懿王后
神懿王后（韓語：신의왕후，1337年—1391年9月12日），是朝鮮王朝開國君主太祖李成桂的原配，本貫安邊（清州韓氏），父親安川府院君韓卿，母親三韓國大夫人申氏。

## 生平
元惠宗至元三年（1337年）農曆九月，韓氏於和州（永興）出生，15歲時嫁給李成桂，育有六子二女。後來李成桂在開城又娶康氏，依當時高麗一夫多妻制的習俗，康氏被稱為「京妻」；而身為李成桂元配的韓氏，由於是在故鄉時所娶，稱為「鄉妻」。洪武二十四年農曆九月廿三（1391年9月12日），韓氏病故，享年五十五歲。
朝鮮王朝在1392年建立後，已故的韓氏被追贈節妃（절비），陵墓稱為齊陵；之後上諡號「神懿王太后」（신의왕태후）。然而李成桂偏愛康氏，獨厚康氏的漢城陵寢貞陵，而元配韓氏所在的齊陵卻一度沒有守陵官員、祭器。永樂八年（1408年），兒子朝鮮太宗增加韓氏的諡號為六字，即承仁順聖神懿王太后；但是到康熙二十二年（1683年），朝鮮肅宗將「王太后」稱號去除，改稱「神懿王后」（承仁順聖神懿王后）。大韓帝國建立後，高宗在光武三年（1899年）將韓氏升格為皇后，稱為神懿高皇后（신의고황후）。

## 家族

### 父母
| 称谓 | 姓名                  |
| ---- | --------------------- |
| 父亲 | 韓卿 安川府院君       |
| 母亲 | 朔寧申氏 三韓國大夫人 |

### 兄弟姐妹
| 称谓 | 姓名              | 生卒       |
| ---- | ----------------- | ---------- |
| 弟弟 | 韓成己 安山君     |            |
| 弟弟 | 韓昌壽 安原君     | 1365－1440 |
| 弟弟 | 韓金剛 檢漢城尹   | ?－1433    |
| 弟弟 | 韓隆田 知敦寧府事 | 1368－1442 |
| 弟弟 | 韓劍 安川君       | ?－1433    |
| 妹妹 | 清州韩氏          |            |
| 妹夫 | 文原佐 開寧君     |            |

### 配偶及子女
| 称谓 | 姓名              |
| ---- | ----------------- |
| 丈夫 | 李成桂 朝鮮太祖   |
| 儿子 | 李芳雨 鎮安大君   |
| 儿子 | 李芳果 朝鮮定宗   |
| 儿子 | 李芳毅 益安大君   |
| 儿子 | 李芳幹 懷安大君   |
| 儿子 | 李芳遠 朝鮮太宗   |
| 儿子 | 李芳衍 德安大君   |
| 女儿 | 全州李氏 慶愼公主 |
| 女儿 | 全州李氏 慶善公主 |